# Danais verticillata
Danais verticillata är en måreväxtart som beskrevs av John Gilbert Baker. Danais verticillata ingår i släktet Danais och familjen måreväxter. Inga underarter finns listade i Catalogue of Life.